# Liste d'agences de presse

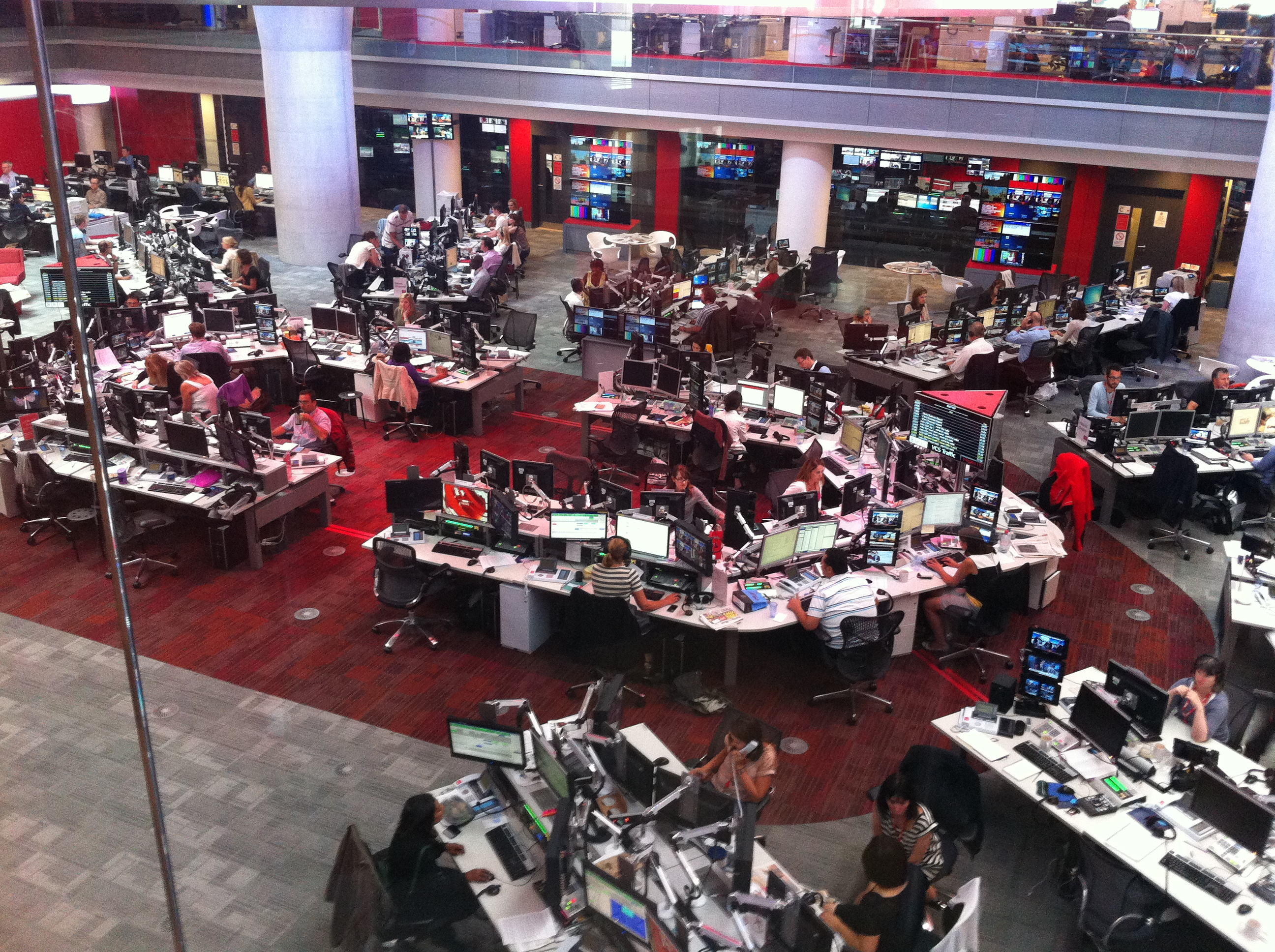
Salle de presse de la BBC, Londres (2013)

Cet article répertorie les principales agences de presse :

## Qualité d'agence de presse en France
En France, conformément aux dispositions de l’ordonnance no 45-2646 du 2 novembre 1945, pour prétendre à la qualité d’agence de presse, les organismes doivent répondre aux critères cumulatifs suivants :
- être une entreprise commerciale ;
- avoir pour activité principale la fourniture d’éléments d’information faisant l’objet d’un traitement journalistique ;
- ne pas fournir de prestations publicitaires en faveur des tiers.

La Commission paritaire des publications et des agences de presse (CPPAP) est chargée de gérer l’enregistrement des agences de presse sur une liste agréée.

## Liste d'agences de presse dans le monde
Cette section dresse une liste parmi les principales agences de presse :

### Europe
- A2PRL (ex AFP Audio), fondée en 1984,  France
- AFP (Agence France Presse), fondée en 1944,  France
- AGERPRES, fondée en 1889,  Roumanie
- ANA (Agència de Notícies Andorrana), fondée en 2008 ,  Andorre
- ANSA (Agenzia Nazionale Stampa Associata), fondée en 1945,  Italie
- ANP (Algemeen Nederlands Persbureau), fondée en 1934,  Pays-Bas
- APA (Austria Presse Agentur), fondée en 1849,  Autriche
- ATA (Albanian Telegrahic Agency) ou ATS (Agjencia Telegrafike Shqiptare), fondée en 1912,  Albanie
- ATS/SDA, (Schweizerische Depeschenagentur), fondée en 1894,  Suisse
- Belga, fondée en 1920,  Belgique
- BelTA (Belarusian Telegraph Agency), fondée en 1918,  Biélorussie
- BNO News, fondée en 2007,  Pays-Bas
- BNS (Baltic News Service); fondée en 1990,  Estonie
- BTA (Bulgarian News Agency), fondée en 1898,  Bulgarie
- CAPA (Chabalier & Associates Press Agency), fondée en 1989,  France
- Cyprus News Agency, fondée en 1976,  Chypre
- dpa (Deutsche Presse-Agentur), fondée en 1949,  Allemagne
- DAPD Nachrichtenagentur, fondée en 2010,  Allemagne
- EFE, fondée en 1939,  Espagne
- ELTA; fondée en 1920,  Lituanie
- Europa Press, fondée en 1953;  Espagne
- FENA (Federalna novinska agencija), fondée en 2000,  Bosnie-Herzégovine
- Fides, fondée en 1927,  Vatican
- Firat news agency, agence de presse kurde fondée en 2005,  Pays-Bas
- Hina (Hrvatska izvještajna novinska agencija), fondée en 1990,  Croatie
- Interfax, fondée en 1989,  Russie
- LETA, fondée en 1919,  Lettonie
- Lusa, (Agência de Notícias de Portugal) fondée en 1986,  Portugal
- Macedonian Press Agency,  Grèce
- MIA (Mediumska Informativna Agencija), fondée en 1992,  Macédoine
- MINA (Montenegrin News Agency), fondée en 2002,  Monténégro
- Moldpress, fondée en 1990,  Moldavie
- MTI (Magyar Távirati Iroda), fondée en 1880,  Hongrie
- PAP (Polska Agencja Prasowa), fondée en 1946 ,  Pologne
- Reuters, fondée en 1851,  Royaume-Uni
- RIA Novosti, fondée en 1991,  Russie
- Spread Pictures,  Royaume-Uni, (agence photographique)
- STA (Slovenska Tiskovna Agencija), fondée en 1990,  Slovénie
- STT (Suomen Tietotoimisto), fondée en 1887,  Finlande
- SvT (Svenska Telegrambyrån), fondée en 1867,  Suède
- Tanjug, fondée en 1943,  Serbie
- TASR (Tlačová agentúra Slovenskej republiky), fondée en 1992,  Slovaquie
- Tass, fondée en 1904,  Russie
- Ukrinform (Українське національне інформаційне агентство), fondée en 1918,  Ukraine
- Athens News Agency, fondée en 1895,  Grèce
- Agence WalloniePresse
- AFRICA PRESS, Agence internationale et panafricaine,

### Afrique
- AIB (Agence d'information du Burkina), fondée en 1964,  Burkina Faso
- AIP (Agence ivoirienne de presse), fondée en 1961  Côte d'Ivoire
- AMI (Agence mauritanienne d'information), fondée en 2007,  Mauritanie
- AMAP (Agence de Malienne de presse et de publicité),  Mali
- Agence panafricaine de presse ou PANAPRESS (acronyme anglophone), basée à Dakar,  Sénégal
- Agence Inforpress (Agência Cabo-Verdiana de Notícias),  Cap-Vert
- ACP (Agence congolaise de presse), fondée en 1960,  République démocratique du Congo
- Agence Afrique Presse Dakar www.afriquepresse.net créé en 2014 à Dakar par des jeunes journalistes (Afrique)
- APS, (Agence de presse sénégalaise) ,  Sénégal
- APS, (Algérie Presse Service) fondée en 1961,  Algérie
- Agence AFRICA HOT NEWS, Agence de presse panafricaine,  Afrique -
- TAP (Tunis Afrique Presse), fondée en 1961,  Tunisie
- Imaz Press Réunion,  La Réunion
- IZA (Ethiopian News Agency), fondée en 1942,  Éthiopie
- KNA (Kenya News Agency), fondée en 1963,  Kenya
- Maghreb Arabe Presse, fondée en 1959,  Maroc
- NAMPA (Namibia Press Agency), fondée en 1987,  Namibie
- NAN) (News Agency of Nigeria), fondée en 1978,  Nigeria
- MENA (Middle East News Agency), fondée en 1955,  Égypte
- SSNA (South Sudan News Agency), fondée en 2008,  Soudan du Sud
- SUNA (Sudan News Agency), fondée en 1971,  Soudan
- Syfia international,  Afrique  Bénin,  Burkina Faso,  Cameroun,  Madagascar,  République démocratique du Congo,  Sénégal
- Syfia Grands Lacs  République démocratique du Congo,  Rwanda et  Burundi
- Bambouguinee.com , fondée en 2017 ,  Guinée
- La Prospérité , fondée en 2000,  République démocratique du Congo

### Asie
- AA (Anadolu Agency), fondée en 1920,  Turquie
- AKIpress, fondée en 2000,  Kirghizistan
- ANHA (Hawar News Agency), fondée en 2012,  Irak
- ANI ([Asian News International), fondée en 1971,  Inde
- Antara, fondée en 1937,  Indonésie
- APP (Associated Press of Pakistan), fondée en 1947,  Pakistan
- ARKA (ARKA News Agency), fondée en 1996,  Arménie
- Armenpress, fondée en 1918,  Arménie
- AZERTAC (Azerbaijan State News Agency), fondée en 1920,  Azerbaïdjan
- BNA (Bahrain News Agency), fondée en 1976,  Bahreïn
- BNA (Bangladesh News Agency), fondée en 1992,  Bangladesh
- BSS (Bangladesh Sangbad Sangstha), fondée en 1972,  Bangladesh
- CNA (Central News Agency), fondée en 1924,  Taïwan
- CNS (China News Service), fondée en 1952,  Chine
- GHN (en), fondée en 2005,  Géorgie
- Guysen International News,  Israël
- Interpress News, fondée en 1999,  Géorgie
- Irna ( Islamic Republic News Agency), fondée en 1934,  Iran
- Kabar (Kyrgyz National News Agency Kaba), fondée en 1937,  Kirghizistan
- Kazinform, fondée en 2002,  Kazakhstan
- KCNA, (Korean Central News Agency), fondée en 1946,  Corée du Nord
- Khovar, fondée en 1925,  Tadjikistan
- KPL (Khaosane Pathet Lao), fondée en 1968,  Laos
- KUNA (Kuwait News Agency), fondée en 1956,  Koweït
- Kurdpa (Kurdistan News Agency), fondée en 2011,  Kurdistan
- Kyodo News, fondé en 1945,  Japon
- Fars, fondé en 2003,  Iran
- Montsame, fondée en 1921,  Mongolie
- Nour News,  Iran
- ONA (Oman News Agency), fondée en 1997,  Oman
- Petra (Jordan News Agency), fondée en 1969,  Jordanie
- PNA (Philippine News Agency), fondée en 1973,  Philippines
- QNA (Qatar News Agency), fondée en 1975,  Qatar
- SABA (Saba News Agency), fondée en 1970,  Yémen
- SANA (Syrian Arab News Agency), fondée en 1965,  Syrie
- SPA (Saudi Press Agency), fondée en 1971,  Arabie saoudite
- Tasnim (Tasnim News Agency), fondée en 2012,  Iran
- TDH (Türkmenistanyň Döwlet habarlar agentligi), fondée en 1924,  Turkménistan
- TNA (Thai News Agency), fondée en 1977,  Thaïlande
- Trend News Agency, fondée en 1995,  Azerbaïdjan
- VNA (Agence vietnamienne d’information), fondée en 1945,  Vietnam
- UzA (Uzbekistan National News Agency), fondée en 1918,  Ouzbékistan
- Wafa, fondée en 1972,  Palestine
- WAM, fondée en 1972 (Wakalat Anba'a al Emarat),fondée en 1977  Émirats arabes unis
- Xinhua (Agence Chine nouvelle), fondée en 1931,  Chine
- Yonhap, (Yonhap News Agency), fondée en 1981,  Corée du Sud

### Océanie
- AAP, (Australian Associated Press), fondée en 1935,  Australie
- NZPA, (New Zealand Press Association), fondée en 1879 - fermée en 2011,  Nouvelle-Zélande
- , Îles Cook
- , Fidji
- , Kiribati
- , Îles Marshall
- , États fédérés de Micronésie
- , Nauru
- , Niue
- , Palaos
- , Papouasie-Nouvelle-Guinée
- , Îles Salomon
- , Samoa
- , Tonga
- , Tuvalu
- , Vanuatu

### Amériques
- ABI (Agencia Boliviana de Información), fondée en 1996,  Bolivie
- Agência Brasil, fondée en 1946,  Brésil
- AGN (Agencia Guatemalteca de Noticias), fondée en 2010,  Guatemala
- Andes (Agencia Pública de Noticias del Ecuador y Suramérica), fondée en 2009,  Équateur
- Andina, fondée en 1981,  Pérou
- AP (Associated Press), fondée en 1848,  États-Unis
- APQ (Agence de presse du Québec), fondée en 1992,  Canada
- AVN (Agencia Venezolana de Noticias), fondé en 2005,  Venezuela
- Bloomberg, fondée en 1981,  États-Unis
- Presse canadienne, fondée en 1917,  Canada
- AHP (Agence Haïtienne de Presse)  Haïti
- agence QMI, fondée en 2008,  Canada
- Carrefour international de la Presse universitaire francophone, fondée en 2003,  Canada

Salle de presse de United Press, New York (1922)

- HIP (Haïti Inter Presse), fondée en 2013,  Haïti
- Notimex (Agencia de Noticias del Estado Mexicano), fondée en 1968,  Mexique
- Prensa Latina (Agencia de Noticias Latinoamericana), fondée en 1959,  Cuba
- Télam (Telenoticiosa Americana), fondée en 1945,  Argentine
- The Sports Network,  États-Unis
- United Press International, fondée en 1907,  États-Unis

### Anciennes agences
- Agence centrale de presse (ACP),  France (disparue)
- Agence Continentale fondée en 1848 à Berlin par Bernhard Wolff
- Agence de presse Inter-France (1937-1944),  France
- Agence de presse Meurisse (1909-1937),  France
- Agence Rol (1904-1938),  France
- United Press, fondée en 1882,  États-Unis
- Deutscher Auslands-Depeschendienst (2010-2013),  Allemagne